# Samuel Lomax
Pour les articles homonymes, voir Lomax.
Le lieutenant-général Samuel Lomax, né en août 1855 et mort le 10 avril 1915, est un officier britannique. Il participe à la guerre anglo-zouloue et à la Première Guerre mondiale. Il prend part aux différentes batailles de l'été 1914 au cours de la retraite vers la Marne et de la course à la mer. Il est un des trois lieutenants-généraux britanniques morts en service actif lors du conflit.

## Biographie

### Début de carrière
Samuel Lomax est né en août 1855 dans le sud-est de l'Angleterre, ses parents sont Thomas et Mary Helen Lomax. Il rejoint le 90e régiment d'infanterie (Perthshire Volunteers) comme officier subalterne à dix-huit ans en juin 1874. En 1877, il est envoyé avec son régiment en Afrique du Sud et participe à la 9e guerre xhosas. Il combat lors de la dernière partie de la guerre anglo-zouloue en 1878 à Kambula et à Ulundi, les batailles qui assurent la victoire britannique dans la campagne. De retour en Grande-Bretagne avec son régiment, Lomax est promu capitaine. Son régiment est fusionné avec les Fusiliers écossais en 1881 à la suite des réformes Cardwell. Son régiment n'est pas envoyé en Inde et ne participe pas à la seconde guerre des Boers. En 1904, il est nommé général de brigade et en 1910 il devient général de division commandant la 1re Division. À la fin de juillet 1914, il apprend le non-renouvellement de son poste en raison de son âge et de son manque d'expérience militaire.

### Première Guerre mondiale
Le déclenchement de la Première Guerre mondiale en août 1914 permet à Lomax de rester dans l'armée, il conserve le commandement de la 1re division d'infanterie au sein du 1er corps d'armée commandé par Douglas Haig du BEF de Sir John French. Le 1er corps d'armée est présent à la bataille de Mons mais n'est pas engagé, fait retraite jusqu'à la Marne. Il participe aux combats lors de la bataille de la Marne en pénétrant les lignes allemandes et séparant avec la 5e armée française les Ire et IIe armées allemandes. Lomax dirige sa division lors des contre-attaques suivant la bataille de la Marne, ainsi la 1re division d'infanterie combat à la bataille de l'Aisne. Ses actions sont telles qu'il est considéré comme « le meilleur général de division de ces premiers jours de la guerre ». Le 19 octobre 1914, il apprend qu'il est promu au grade de lieutenant général et qu'il commanderait un corps d'armée dès la création d'un nouveau corps.
En octobre 1914, la première division est engagée dans la première bataille d'Ypres dans le saillant autour de la ville belge d'Ypres. La 1re division d'infanterie a son centre de commandement dans une maison seigneuriale appelée Château Hooge récemment libérée par le général Douglas Haig. Le 31 octobre 1914, une réunion a lieu au Château entre Lomax et son homologue de la 2e division d'infanterie, le major-général Monro. Les voitures personnelles des officiers britanniques sont garées le long des routes et sont repérées par les observateurs d'artillerie et les avions de reconnaissance allemands. Ces observations sont transmises aux officiers d'artillerie allemands qui prennent pour cible le château pour tuer les officiers supérieurs et acquérir localement un avantage dans une situation de plus en plus bloquée.

### Décès
Le premier obus explose dans le jardin du château, provoquant la venue des officiers présents à la réunion à la fenêtre. Ils sont dans la pire situation quand tombe le second obus sur la fenêtre de la pièce. L'explosion tue immédiatement 6 officiers et en blesse mortellement deux autres. Le troisième obus touche une partie vide de la maison, bien que son propriétaire, le baron de Vinck, y échappe de justesse. Monro et son chef d'état-major qui discutaient dans une autre pièces n'ont à souffrir que de blessures mineures. En revanche, Lomax est grièvement blessé, il est évacué en Angleterre et placé dans une maison de soins infirmiers à Londres. Il reçoit des soins palliatifs durant les 5 mois suivants.
Le lieutenant général Lomax décède le 10 avril 1915 de ses blessures. Il est incinéré à Golders Green et enterré dans une parcelle au cimetière militaire d'Aldershot.